# Salvator Mundikerk (Hamont)

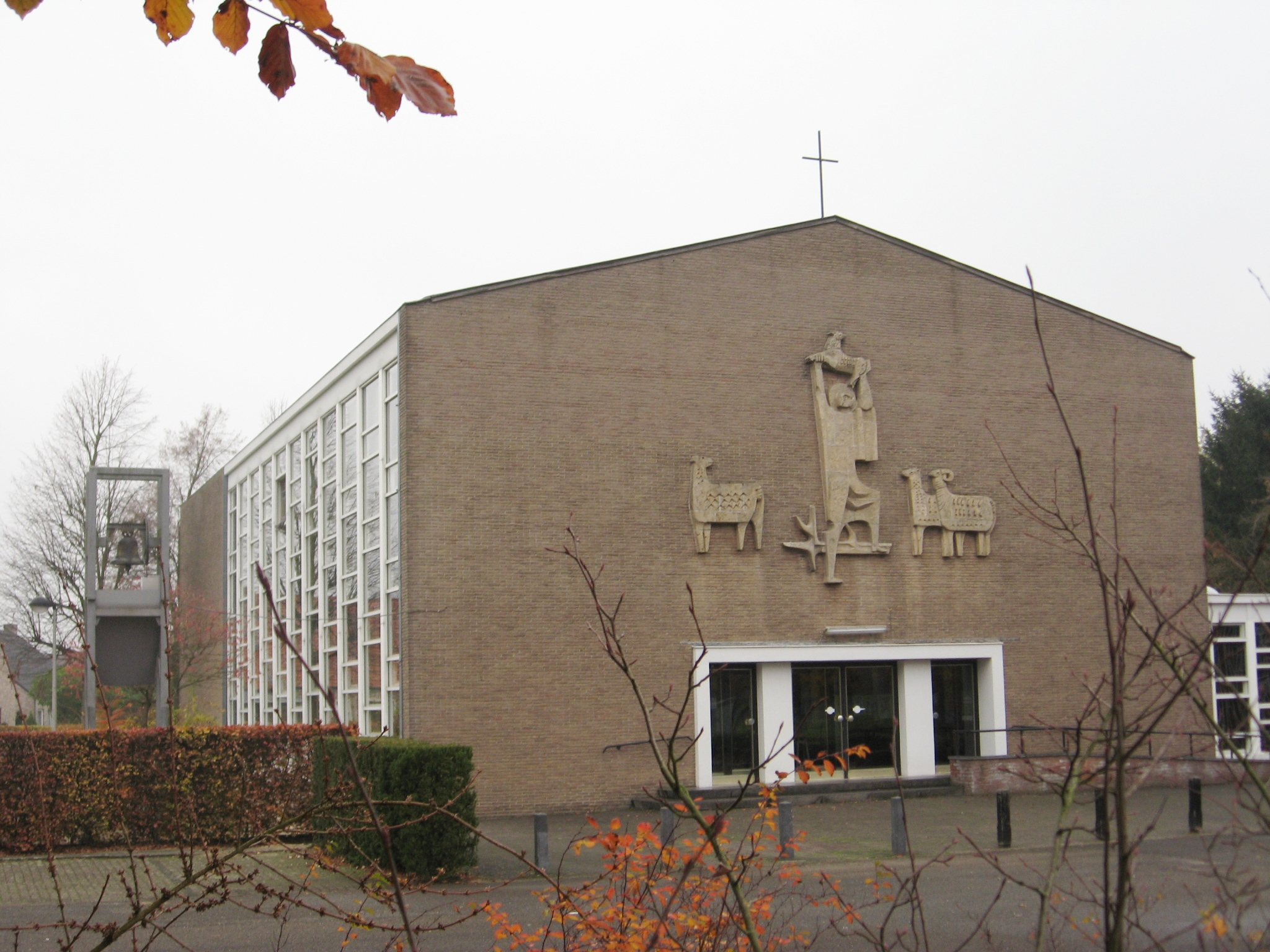
Salvator Mundikerk

De Salvator Mundikerk is de parochiekerk van 't Lo, een gehucht ten zuiden van Hamont in de Belgische provincie Limburg.
Sinds de komst van de Paters Salvatorianen in 1902 konden de bewoners van 't Lo in de kloosterkapel ter kerke gaan. In 1963 ontstond een eigen parochie, en in 1964 werd een nieuwe kerk ingezegend. Een van de paters fungeerde als pastoor.
Het kerkgebouw is opgetrokken in modernistische stijl, ontworpen door de  architect J. Simons. De voor- en achtergevels zijn in baksteen, en er is een open zijwand met glas in betonnen figuratieve en decoratieve glasvensters, waaronder de voorstelling van de Kruiswegstaties. De kerk is gedekt met een zadeldak. Links van de kerk staat een stalen klokkentoren. Boven de ingang is een reliëf aangebracht, voorstellende de Goede Herder en vervaardigd door Piet Schoenmakers.
In de kerk bevindt zich onder meer een wandtapijt, voorstellende Salvator Mundi en vervaardigd door de Trapistinnen uit Lozen. Voorts een kruisbeeld, twee biechtstoelen en een doopvont uit smeedijzer, dit alles uit de tijd van de bouw van de kerk.